# Київський науково-дослідний інститут судових експертиз

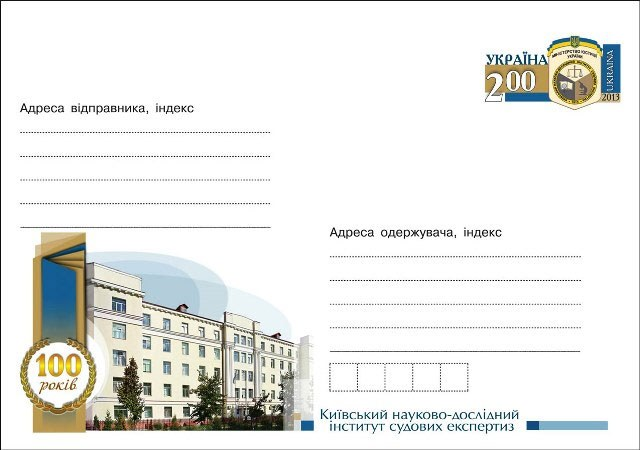
Художній поштовий конверт з оригінальною маркою: «Київський науково-дослідний інститут судових експертиз. 100 років»

Київський науково-дослідний інститут судових експертиз (КНДІСЕ) — одна з найстаріших державних експертних установ України. Інститут розташований у Солом'янському районі Києва за адресою: вулиця Сім'ї Бродських, 6.

## Історія
Історія інституту починається з 1913 року, коли було створено Київський кабінет науково-судової експертизи. Першим керівником став відомий російський криміналіст Сергій Потапов. У 1925 році Київський кабінет науково-судової експертизи перейменовано на Київський інститут науково-судової експертизи. На той час в інституті діяло 6 секцій. У 90-х роках були організовано відділи математичного моделювання і автоматизації експертних досліджень, що значно мірою визначило нові напрями наукових досліджень, програмні комплекси для розв'язування задач у галузі судової експертизи.
На теперішній час у Київському науково-дослідному інституті судових експертиз проводять 96 видів досліджень за різними видами експертних спеціальностей. При інституті створено 9 відділень (Вінницьке, Житомирське, Івано-Франківське, Кропивницьке, Тернопільське, Хмельницьке, Черкаське, Чернівецьке і Чернігівське).
Київський науково-дослідний інститут судових експертиз є однією із найбільших установ України.

## Діяльність
Функції Кабінету науково-судової експертизи були подібні сучасним:
- проведення судових експертиз по завданнях органів досудового слідства, прокурорів, суддів;
- розробка і створення методів і методик дослідження речових доказів в кримінальних і цивільних справах на стадіях досудового слідства або судового розгляду;
- проведення роз'яснювальної роботи з органами, які призначили судову експертизу, про можливості Кабінету і порядок підготовки матеріалів і завдань на судову експертизу;
- участь в наукових конференціях криміналістів і судових медиків, в адміністративних нарадах і так далі[2]

У 1991 році створений відділ автоматизації проведення експертиз, після чого успішно в експертну практику почали впроваджуватись нові технології.
У 1992 році діловодство в інституті було повністю перекладене українською.
У 1993 році створений сектор судово-автотоварознавчих експертиз у складі лабораторії судово-автотоварознавчих досліджень, а також у складі тієї ж лабораторії сектор судово-пожежних досліджень, який з часом відокремився в окрему лабораторію.
У 1994 році створений відділ метрологічного забезпечення.
Інститут має міжнародний авторитет як активний розробник нових методик дослідження речових доказів. За післявоєнний період захищено 6 докторських і більше 40 кандидатських дисертаций, опубліковано більше 4000 наукових робіт. Має власну інформаційну базу: наукову бібліотеку (понад 50 тис. екземплярів), багатолітній архів експертних досліджень.
| |  |  |
| Ювілейна монета НБУ присвячена 100-річчю Київському науково-дослідному інституту судових експертиз |  |  |

Київський науко-дослідний інститут судових експертиз проводить наступні експертизи та дослідження:
1. Почеркознавча
2. Лінгвістична
3. Технічна експертиза документів
4. Експертиза зброї
5. Трасологічна
6. Вибухово-технічна
7. Фототехнічна
8. Портретна
9. Голографічних зображень
10. Відео-, звукозапису
11. Матеріалів, речовин та виробів
12. Біологічна
13. Товарознавча
14. Автотоварознавча
15. Транспортно-товарознавча
16. Експертиза військового майна
17. Інженерно-транспортна
18. Безпеки життєдіяльності
19. Будівельно-технічна
20. Земельно-технічна
21. Пожежно-технічна
22. Комп’ютерно-технічна
23. Оціночно-будівельна
24. Оціночно-земельна
25. Дорожньо-технічна
26. Телекомунікаційна
27. Електротехнічна
28. Інженерно-екологічна
29. Експертиза з питань землеустрою
30. Інженерно-механічна
31. Водно-технічна
32. Авіаційно-технічна
33. Дослідження документів бухгалтерського, податкового обліку і звітності
34. Дослідження документів про економічну діяльність підприємств і організацій
35. Дослідження документів фінансово-кредитних операцій
36. Літературних і художніх творів
37. Фонограм, відеограм, програм (передач) організацій мовлення
38. Винаходів і корисних моделей
39. Промислових зразків
40. Сортів рослин
41. Торговельних марок
42. Комерційної таємниці (ноу-хау)
43. Економічна у сфері інтелектуальної власності
44. Психофізіологічні дослідження із використанням поліграфа
45. Мистецтвознавча
46. Військова
47. Гемологічна

## Директори
- 1914—1919 — доктор юридичних наук Потапов Сергій Михайлович
- 1919—1934 — професор Фаворський Василь Іванович
- 1937—1939 — Вахліс Борис Йосипович
- 1943—1944 (в.о. директора) — Гетьман Тетяна Омелянівна
- 1944—1946 — доктор медичних наук Сапожников Юрій Сергійович
- 1946—1951 — Вахліс Борис Йосипович
- 1951—1962 — доктор юридичних наук Лисиченко Віталій Костянтинович
- 1962—1963 (в.о. директора) — доктор юридичних наук Сегай Михайло Якович
- 1963—1971 — доктор юридичних наук Сапун Олександр Петрович
- 1971—1979 — доктор юридичних наук Кононенко Іван Пантелеймонович
- 1979—1981 (в.о. директора) — доктор юридичних наук Сегай Михайло Якович
- 1981—1997 — кандидат юридичних наук Стринжа Віктор Кирилович
- 1997—2005 — Круть Олександр Васильович
- 2005—2010 — доктор технічних наук Кисельов Володимир Борисович
- з 2010 — доктор юридичних наук Рувін Олександр Григорович

## Регіональні відділення
- Вінницьке відділення Київського НДІСЕ, засноване у 1998 році
- Житомирське відділення Київського НДІСЕ, засноване у 2009 році.
- Івано-Франківське відділення Київського НДІСЕ, засноване у 2017 році.
- Кропивницьке відділення Київського НДІСЕ, засноване у 2017 році.
- Тернопільське відділення Київського НДІСЕ, засноване у 1990 році.
- Хмельницьке відділення Київського НДІСЕ, засноване у 2012 році.
- Черкаське відділення Київського НДІСЕ, засноване у 1998 році.
- Чернівецьке відділення Київського НДІСЕ, засноване у 2017 році.
- Чернігівське відділення Київського НДІСЕ, засноване у 2000 році.